# Stanley Crouch
Pour les articles homonymes, voir Crouch.
Stanley Crouch, né le 14 décembre 1945 à Los Angeles et mort le 16 septembre 2020 dans le Bronx, est un critique de jazz américain, rendu célèbre après avoir critiqué de manière scandaleuse un des projets de Miles Davis en disant : « The most brilliant sellout in the history of jazz »[réf. nécessaire].
Stanley Crouch signe toutes les notes des disques de Wynton Marsalis. En 1988, il a signé un sermon intitulé "Premature autopsies" délivré par le pasteur Jeremiah Wright, Jr., sur l'album The majesty of the blues de Wynton Marsalis.

### Essais
| Considering Genius: Writings on Jazz                                                       |
| The Artificial White Man: Essays on Authenticity                                           |
| Kansas City Lightning: The Rise and Times of Charlie Parker                                |
| The All-American Skin Game, or, The Decoy of Race: The Long and the Short of It, 1990-1994 |
| Notes of a Hanging Judge: Essays and Reviews, 1979-1989                                    |
| Reconsidering the Souls of Black Folk, avec Playthell G. Benjamin                          |
| Always in Pursuit: Fresh American Perspectives                                             |
| In Defence of Taboos                                                                       |
| One Shot Harris: The Photographs of Charles "Teenie" Harris                                |

### Romans
| Don't the Moon Look Lonesome? (2004)              |
| Ain't No Ambulances For No Nigguhs Tonight (1972) |